# Ronny Wabia
Ronny Wabia (Indonesia; 23 de junio de 1970) es un exfutbolista de Indonesia que jugaba en la posición de delantero.

## Carrera

### Club
Jugó toda su carrera con el Persipura Jayapura de 1995 a 2003.

### Selección nacional
Jugó para Indonesia en 15 ocasiones de 1996 a 1997 y anotó cuatro goles, y participó en la Copa Asiática 1996.

## Logros
- Mejor Jugador de la Liga Indonesia en 1995/96.